# Pottok
Pottoken, eller den Baskiska ponnyn som den även kallas, är en hästras av ponnytyp som härstammar från Baskien. Rasen finns i tre olika varianter och är en ättling i akt nedstigande till den förshistoriska, numera utdöda och primitiva Tarpanen. Ponnyn har ett unikt utseende med en inåtbuktning eller grop på nosryggen precis i höjd med ögonen, på en övrigt rak eller utåtbuktande nosrygg, vilket ger ett säreget utseende åt rasen. 
Hästens namn Pottok eller Pottoka uttalas Pot-chå-ka /pəˈtjɒk, -kə/, på baskiska, eller Pot-ee-ok på andra håll i Europa[källa behövs]. Namnet kommer från ordet pottoka som är synonymt med "pony" på baskiska med koppling till ordet pottolo (diminutiv form av "tjock" / "tjockis"). Många pottokponnyer lever halvvilt eller förvildat i bergen och under vintern består deras föda främst av taggiga snår och buskar vilket gör att Pottokponnyn får kraftigt morrhår runt mulen för att skydda den känsliga huden runt munnen.  

## Historia

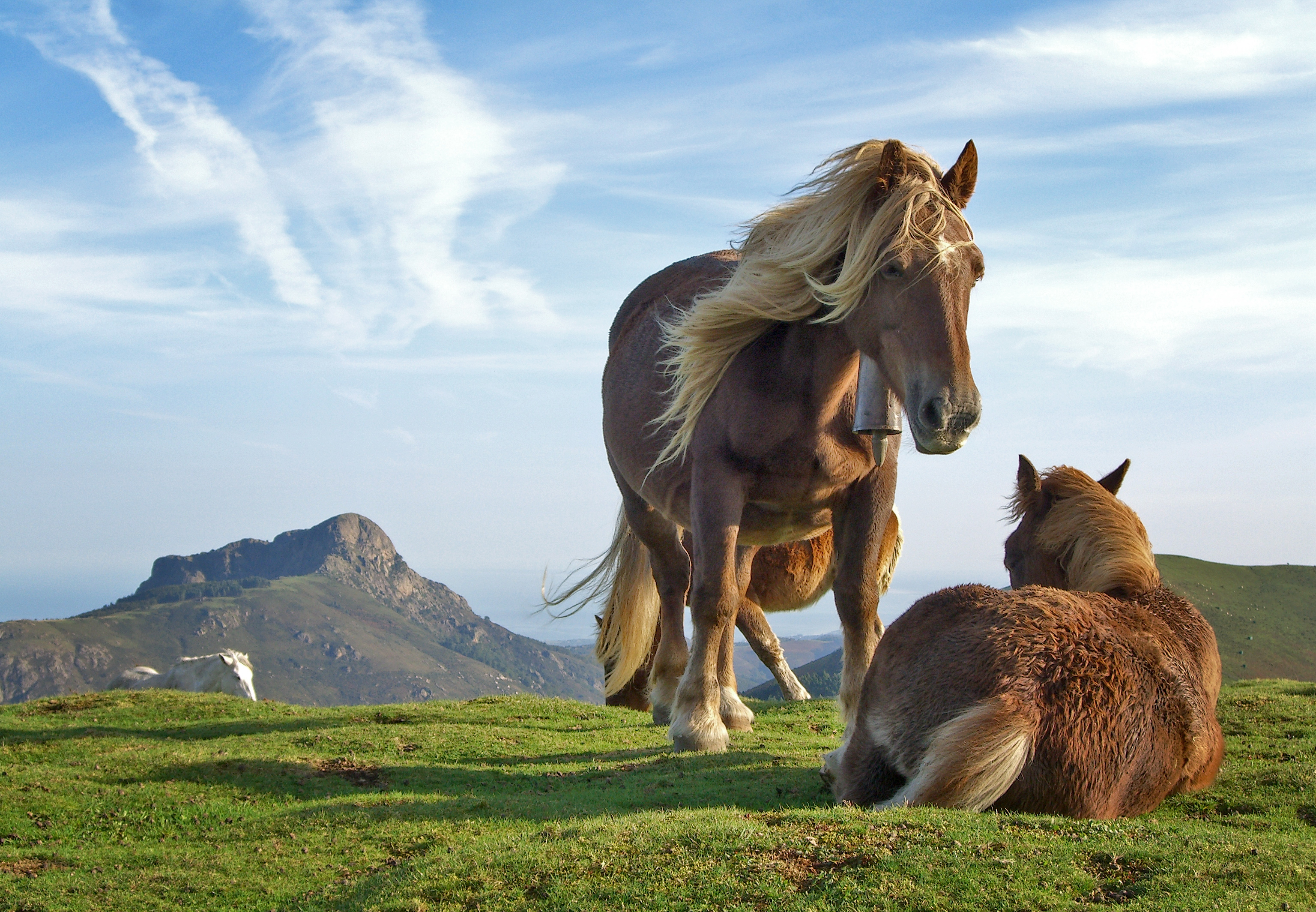
Pottokponnyn levde förr vilt i bergen och än idag finns halvvilda flockar i Baskien. Enligt tradition förses stona med bjällror runt halsen som på det här stoet.

Pottokponnyn har funnits i bergen i Baskien sedan antiken och är troligen ättlingar i rakt nedstigande led till den primitiva, utdöda Tarpanen. Grottmålningar i Baskien (Spanien och Frankrike) som t ex Ekainberri, från över 10 000 år sedan visar ponnyer som är väldigt lika Pottokponnyn. En del exemplar av rasen visar även tecken på inblandning med ädlare blod, troligtvis från arabiska fullblod som fördes till sydvästra Europa av de nordafrikanska morerna under deras invasion på 700-talet.  
Pottokponnyerna levde vilt i Pyreneerna och andra baskiska berg innan människorna började slå sig ner där. Smuggling var vanligt i de baskiska bergen och Pottokponnyn var ända fram till andra världskriget mest känd som de baskiska smugglarnas packdjur. Pottokponnyn användes även som gruvponny under 1800- och 1900-talet. Under mittersta delen av 1900-talet avlades ponnyn även fram för att användas i cirkusar. Men rasen avlades inte i lika stor utsträckning längre och många ponnyer utavlades med bland annat tyngre kallblodshästar för att få fram ponnyer som lämpade sig för jordbruk. 
Det nationella Pottoksällskapet i Frankrike och föreningen Direction des Haras fick nu ansvaret för rasens beskydd och avel. Under 1960-talet började man avla med utvalda arabiska hingstar och även Welshponnyer för att förbättra rasen. En reservhjord med halvvilda Pottokponnyer startades i Biddaray för att bygga upp rasens population. 

## Egenskaper

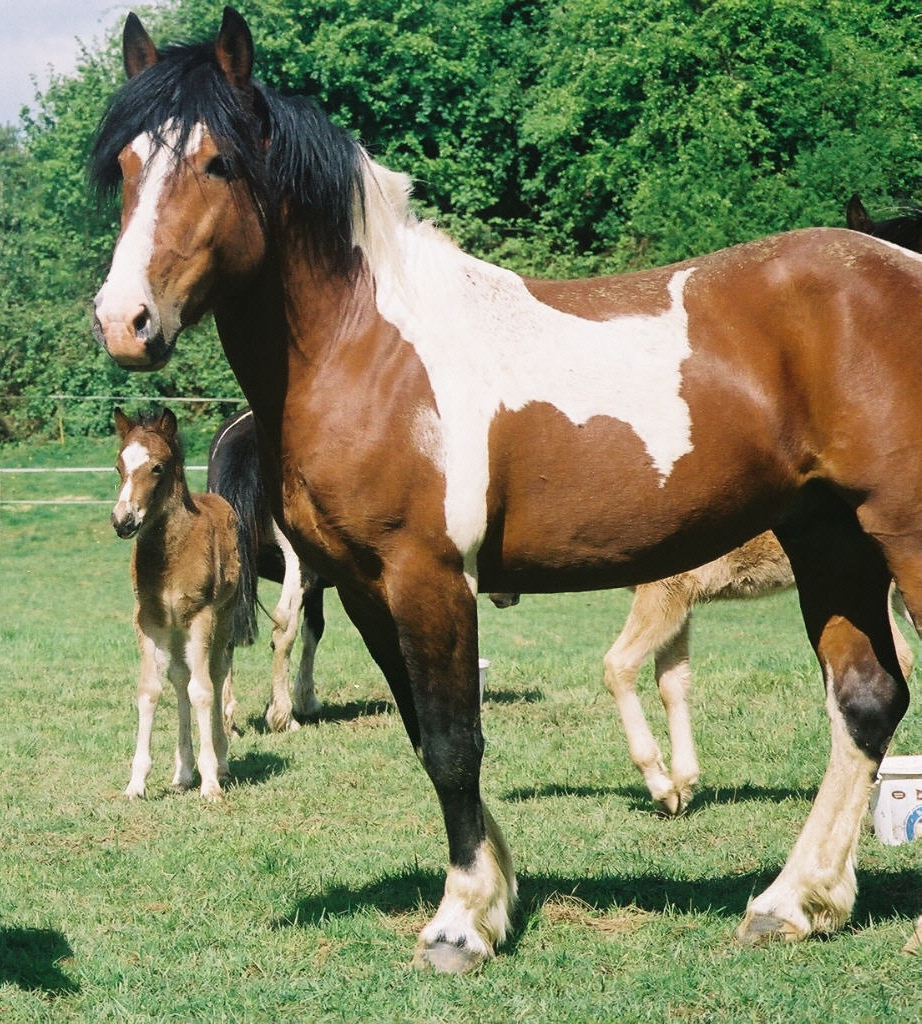
Skäckfärgen är vanlig hos en del Pottokponnyer och är mycket populär.

Pottokponnyns största kännetecken är nosen med sin inåtbuktning eller grop mellan ögonen. Idag finns det tre olika varianter av Pottokponnyn. Standard Pottok, Dubbel Pottok och Skäckpottock. Standardponnyn har en mankhöjd på 115 -132 cm medan Dubbelponnyn är högre med 130-145 cm. Skäckponnyn är mer lik standardvarianten med samma mankhöjd men är alltid skäckfärgad vilket är en ovanlig färg på Pottokponnyn men är den färg som även är populärast. 
Ponnyn är en typisk bergshäst med bra uthållighet, starka ben och tåliga hovar. Rasen är säker på foten och har ett lugnt och stabilt temperament vilket gjort den populär som ridponny för barn. Det finns dock halvvilda och förvildade ponnyer kvar i de baskiska bergsområdena. Under vintern måste ponnyerna ofta skaffa sin föda genom att beta från taggiga buskar. Ponnyerna har därför utvecklat ett kraftigt morrhår som växer ut med vinterpälsen och som då skyddar den känsliga mulen. Under sommaren när betet blir frodigare tappar de morrhåren, precis som vinterpälsen. 
Pottok är tillsammans med Ariégeoisponnyn och Landaisponnyn de enda inhemska ponnyraserna från Frankrike. I november och januari varje år hålls auktioner för enbart Pottokponnyer i Espelette, Labourd i Frankrike. De sålda ponnyerna används främst som ridponnyer för barn men även som pack- och transportdjur. Pottokponnyer är förvånansvärt starka och uthålliga och har även visat talang inom ridsporten. Pottokponnyn har et mycket lugnt och stabilt temperament och är arbetsvilliga och lättlärda. 